# Loubaresse (Ardèche)
Loubaresse  ist eine französische Gemeinde mit 45 Einwohnern (Stand 1. Januar 2022) im Département Ardèche.

## Geographie
Die Gemeinde liegt auf einer kleinen Hochebene über dem Oberlauf des Flusses Beaume. Sie ist Teil des Regionalen Naturparks Monts d’Ardèche. Nördlich des Ortes befindet sich der Pass Col de Meyrand, südlich liegt Valgorge.

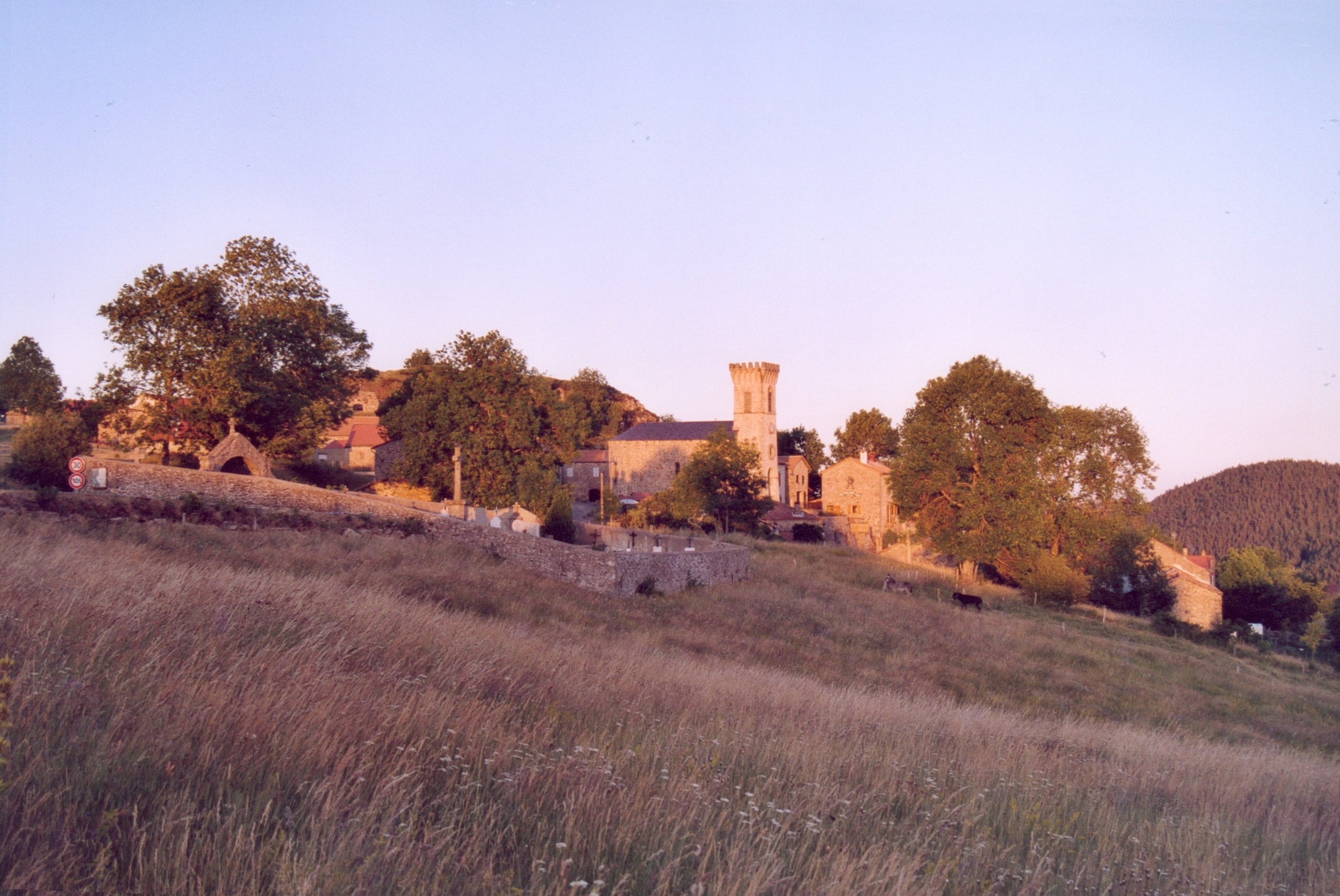
Blick von Südwesten
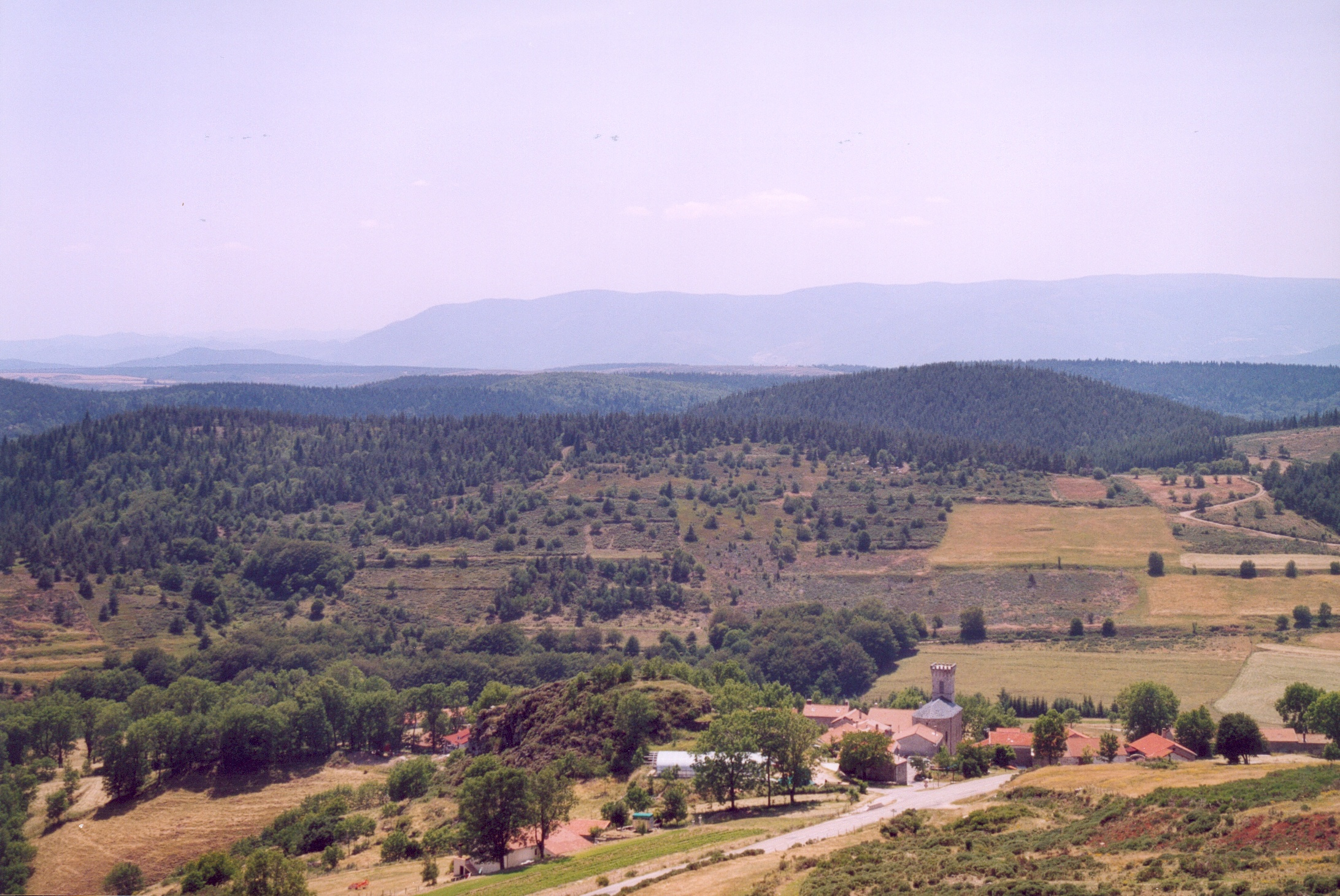
Blick über Loubaresse Richtung Südwesten

## Bevölkerungsentwicklung
| Jahr                       | 1962 | 1968 | 1975 | 1982 | 1990 | 1999 | 2007 | 2016 |
| Einwohner                  | 65   | 43   | 29   | 30   | 26   | 32   | 32   | 38   |
| Quellen: Cassini und INSEE |      |      |      |      |      |      |      |      |